# 1316
1316 је била преступна година.

## Догађаји
- 12. март — Умро је српски деспот Стефан Драгутин. Пред смрт замонашио остављајући власт своме сину Стефану Милутину. Узео је монашко име Теоктист. Сахрањен је у манастиру Ђурђеви Ступови у Расу.

## Рођења
- 2. март — Роберт II, шкотски краљ

## Смрти
- Ала-Уд-Дин Халџи

- Стефан Драгутин

- Жан I

- Михаило Кантакузин

- Луј Бургундијски
- Луј X

- Рамон Љуљ

- Олџеиту

- Свети Сава III